# ديريك غودفري
ديريك غودفري (بالإنجليزية: Derek Godfrey)‏ هو ممثل بريطاني، ولد في 3 يونيو 1924، وتوفي في 18 يونيو 1983.

## وصلات خارجية
- ديريك غودفري على موقع IMDb (الإنجليزية)
- ديريك غودفري على موقع قاعدة بيانات برودواي على الإنترنت (الإنجليزية)
- ديريك غودفري على موقع ديسكوغز (الإنجليزية)
- ديريك غودفري على موقع قاعدة بيانات الفيلم (الإنجليزية)